# لويس براون (كاتب)
لويس براون (بالإنجليزية: Lewis Browne)‏ (1897 - 3 يناير 1949)؛ روائي أمريكي.